# Dandin
Dandin (India meridionale, VII secolo – VII secolo) è stato uno scrittore, poeta e retore indiano.

## Biografia
Non si hanno notizie precise sulla sua vita.
La critica, gli storici e la tradizione gli attribuiscono due opere fondamentali: il Kāvyādarça ("Trattato di poetica") e la parte centrale del Daçakumāracarita ("Avventure di dieci giovani"), dato che non è sicura la critica letteraria sulla paternità della parte iniziale e di quella finale, per quanto riguarda i manoscritti che compongono l'opera in tre parti: la Pūrvapīṭhikā, il Daśakumāracarita vero e proprio e una breve appendice, detta Uttarapīṭhikā, separata.
Il Kāvyādarça  è il più antico trattato di poetica in lingua sanscrita, che segue uno stile semplice e misurato. L'opera è stata scritta in età matura dall'autore ed ebbe una notevole influenza presso i letterati posteri. Gli storici ravvedono in questa opera il segnale di un declino della letteratura classica indiana, caratterizzato da uno schematismo imbrigliante a causa di regole e canoni imitativi. L'autore, prendendo spunto dalla tradizione grammaticale precedente, focalizzò l'attenzione su vari aspetti della lirica: lo stile, l'estetica, la parola ed il suo significato, le figure e la definizione dell'opera poetica.

Il trattato è diviso in tre sezioni: la prima descrive la varie forme liriche, le lingue utilizzabili, le qualità necessarie ed adatte allo stile prescelto; la seconda si occupa delle figure retoriche; la terza indica i possibili esperimenti fonetici e gli enigmi.
Il Daçakumāracarita è un romanzo scritto durante l'età giovanile. La trama descrive la sconfitta del re Magadha, per opera del re del Malava, che si rifugia nella selva con la moglie, dalla quale ha un figlio: Rajavahana, che viene allevato assieme a cinque principi e a quattro figli di ministri. Tutti e dieci hanno varie avventure che si raccontano quando si incontrano.
L'ambiente sociale e morale nel quale l'autore narra le avventure dei protagonisti è quello degradato dei ladruncoli, degli imbroglioni e dei furbastri. L'autore evidenzia il disappunto da un punto di vista religioso ed etico per le gesta dei personaggi, ma talvolta indugia sulle avventure erotiche delle etere. Se l'opera può essere paragonata, a grandi linee al Decamerone, sia per la materia narrativa, sia per il sublimarsi di essa nella prospettiva dell'arte, Dandin presenta importanti quadri di ambiente, evidenziando pregevoli capacità umoristiche, narrative, indagative su persone, ambienti e fatti.